# Sonea: Die Königin
Sonea: Die Königin (engl. Originaltitel: The Traitor Spy 3: The Traitor Queen) ist ein Fantasyroman von Trudi Canavan aus dem Jahr 2012. Er ist eine Fortsetzung der Trilogie Die Gilde der Schwarzen Magier und der letzte Band zu Canavans Trilogie über die Schwarzmagierin Sonea.

## Handlung
Der Band gliedert sich in vier Haupthandlungen, die im Verlauf der Geschichte miteinander verbunden werden.

### Cery
Im ersten Handlungsstrang geht es um den Dieb Cery, seine Tochter Anyi und deren treuen Begleiter und Leibwächter Gol, die zusammen mit der schwarzen Magierin Lilia versuchen wollen, den wilden Magier und Dieb Skellin sowie seine Mutter Lorandra zu fangen.
Das Buch beginnt damit, dass Cery, Gol und Anyi in ihrem Versteck von maskierten Auftragsmördern angegriffen werden. Gol wird zwar bei der Flucht verletzt, aber die drei finden Hilfe bei den Schleichern, den Straßenkindern der Stadt, die in einem Tunnelsystem tief unter der Stadt leben. Ihr Anführer Wurm begleitet sie sicher in die Tunnel unter der Magiergilde, wo sich Anyi mit ihrer Freundin Lilia trifft, um sie über ihre Lage aufzuklären und um Hilfe zu bitten. Lilia heilt Gol mit Magie und versorgt sie fortan, unterstützt von Soneas Dienerin Jonna, mit Informationen, Lebensmitteln und Materialien. Sie schmieden gemeinsam Pläne, wie es ihnen gelingen kann, Skellin und seine Mutter zu fangen bzw. sie der Magiergilde preiszugeben. Da sie sämtliche früheren Territorien verloren haben und viele Diebe sie für tot halten, beschließen sie, in den Tunneln der Gilde zu leben und sich nur ganz engen Verbündeten zu offenbaren, um an ein bisschen Geld zu kommen.
Nachdem sich Anyi und Cery über einen Plan gestritten haben, verlassen Lilia und Anyi den Raum. Während Lilia versucht Anyi zu trösten, küssen sich die beiden und werden dabei durch Cery überrascht, der dadurch das Geheimnis der beiden Frauen erfährt, aber nicht überrascht scheint.
Während einer Erkundungstour durch die Tunnel der Gilde entdecken Cery und Anyi eine Art Labor, in dem sich angelegte Feuelpflanzen befinden und das sie weiter regelmäßig beobachten wollen.
Neben ihrer schulischen Ausbildung widmet sich Lilia, mit Unterstützung des Schwarzmagiers Kallen, der Ausbildung ihrer schwarzmagischen Kräfte. Obwohl er ihr seine uneingeschränkte Hilfe bei der Suche nach Skellin zusichert, bleibt Lilia wegen seiner möglichen Sucht nach der Droge Feuel skeptisch, schließlich ist Skellin dessen Hauptlieferant. Auf das geheime Labor angesprochen, erklärt Kallen ihr, dass die Gilde an einem Gegenmittel forscht bzw. einen kleinen Teil der Droge selbst verwendet, um ihren eigenen Mitgliedern eine Entwöhnung zu erleichtern. Kallen lehrt Lilia die Gedankenlesung gegen einen unwilligen Geist und überlegt mit ihr zusammen, wie man ohne Verletzung Macht von einem anderen Menschen nehmen oder sogar mit heilender Magie töten kann. Zum Schluss lehrt er sie die schwere Kunst, einen Blutring zu fertigen, der es ihr erlaubt, die Gedanken und Gefühle seines Trägers wahrzunehmen.
Der Plan von Cery und Co. besteht darin, Skellin wissen zu lassen, dass sie noch am Leben sind und ihn somit in die Tunnel der Gilde zu locken. Durch eine magische Barriere werden sie über seine Ankunft informiert und werden dann die Tunnel zum Einstürzen bringen, um ihn der Gilde schutzlos auszuliefern. Dafür kaufen sie von ihren treuen Verbündeten Minenfeuer und verteilen es im gesamten Tunnelsystem. Lilia erfährt indes von Rothen, dass alle höheren Magier über den Plan informiert sind und ihnen ihre Unterstützung zusichern.
Als Skellin Cerys Versteck entdeckt hat, kommt es, durch mehrere unglückliche Zusammenhänge, zum direkten Aufeinandertreffen der beiden. Dabei erfährt Cery, dass es Lorandra war, die seine Familie umgebracht hat und das Skellin Freunde in der Gilde hat, die ihn über jeden seiner Schritte informiert haben. Als Gol das Minenfeuer zünden will, reagiert es nicht und Skellin kann mit Anyi als Geisel fliehen. Auf diesen Schreck hin erleidet Cery einen Herzinfarkt und Lilia kommt zu spät und kann nur noch seinen Tod feststellen. Zusammen mit Gol und Rothen wartet sie auf eine Nachricht von Skellin und wird von ihm schließlich zu einem Schiff gelotst, mit dem er auf das offene Meer hinaussegelt. Wie bereits erwartet, verlangt Skellin von ihr, ihn in schwarzer Magie zu unterrichten, beginnend mit der Gedankenlese. Sie erklärt sich dazu bereit, aber statt ihn im Gedankenlesen zu unterrichten, zieht sie ihm heimlich Macht ab, bis er schließlich tot zusammenbricht. Daraufhin versucht Lorandra Anyi zu töten, kann aber durch einen mächtigen magischen Schlag Lilias ebenfalls getötet werden. Anyi überlebt schwer verletzt, doch Lilia heilt sie und beide machen sich mit Rothen, Gol und ein paar weiteren Gildenmagiern auf den Weg zurück in die Gilde. Hier verbindet sich der Handlungsstrang mit denen von Dannyl und Sonea. Anyi wird in Zukunft, zusammen mit Gol, die Geschäfte ihres Vaters übernehmen.

### Gildenbotschafter Dannyl
Der zweite Handlungsstrang geht um den Gildenbotschafter Dannyl, der in Sachaka weiterhin versucht, sein bei den Sachakanern gesunkenes Ansehen wiederherzustellen und mit seiner Liebe zu Achati kämpft.
Dannyl begleitet Lorkin zum sachakanischen König und informiert die Gilde über Administrator Osens Blutring über den Gesprächsverlauf. Anschließend bespricht er Lorkins Situation mit Ashaki Achati und macht ihm noch einmal deutlich, dass außer dem kyralischen König niemand Lorkin zu einer Gedankenlesung zwingen kann, allerdings wird eine erzwungene Gedankenlesung zwangsläufig zu Spannungen zwischen Sachaka und den verbündeten Ländern führen. Achati stellt klar, dass Sachaka, durch ihre Kenntnisse der schwarzen Magie, nicht auf Kyralia angewiesen ist und ihn ein möglicher Krieg nicht beeindrucken wird.
Eines Nachts werden Dannyl, Lorkin, Tayend und Merria im Gildenhaus von einem sachakanischen Magier überrascht. Eine Sklavin erzählt ihnen, dass dieser Mann ein Spion ist und vom König beauftragt wurde, Lorkin zu entführen. Kurze Zeit später kommt Achati zu Besuch, um sie vor dem Entführer und vor einem kurz bevorstehenden Krieg zu warnen. Wenig später gibt Achati Dannyl gegenüber zu, dass er über die Entführung Lorkins bereits im Vorfeld informiert wurde und es in seiner Hand lag, Lorkin unbemerkt aus dem Gildenhaus zu schmuggeln, um über ihn den Aufenthaltsort der Verräterinnen zu erfahren. Obwohl Dannyl immer noch nicht weiß, wie er zu Achati stehen soll, werden die beiden ein Paar.
Nachdem Dannyl erfahren hat, dass die Verräterinnen bereits auf dem Weg in die sachakanische Hauptstadt sind, befiehlt Administrator Osen ihnen, trotzdem im Gildenhaus auf die Ankunft von Sonea und Regin zu warten. Zwar bietet Achati ihnen an, mit einem seiner Schiffe zu fliehen, doch Dannyl bleibt in Sachaka und begibt sich mit Tayend und Merria nach Beginn der Kämpfe zu Achatis Haus, um im Auftrag der Gilde die Kämpfe aus sicherer Entfernung beobachten zu können.
Von dort aus sieht er, wie Achati sich für seinen König opfert, und trifft anschließend auf Sonea, Regin, Lorkin und die Verräterinnen, womit sich deren Handlungsstränge verbinden.
Nach dem Ende des Krieges bleiben Dannyl und Tayend als Botschafter ihrer Länder in Sachaka. Außerdem erhält Dannyl Achatis alte Bücher und er übernimmt seine Sklaven als Diener.

### Lorkin
Im dritten Handlungsstrang geht es um Soneas Sohn Lorkin, der sich endgültig zwischen der kyralischen Gilde und den Verräterinnen entscheiden muss.
Nachdem Lorkin von den Verräterinnen zurückgekehrt ist, wird er direkt zum König zitiert. Da er sich weigert, detaillierte Informationen über die Verräterinnen preiszugeben und auch eine Gedankenlesung verweigert, wird er in den Kerker gesperrt und die sachakanischen Gefängniswärter versuchen ihn zum Reden zu bewegen, indem sie ein Sklavenmädchen vor seinen Augen foltern.
Das Sklavenmädchen bittet schließlich sie umzubringen und so gibt Lorkin ihr Wasser zu trinken, von dem er vermutet, dass es vergiftet sein könnte. Nachdem Lorkin völlig überraschend und ohne nähere Erklärung aus dem Gefängnis entlassen wurde, wird ein Mann im Gildenhaus aufgegriffen, der den Auftrag bekommen hat, Lorkin zu entführen. Da er nicht offenbaren möchte, dass die Sklavin, die den Mann aufgegriffen hat, eine Verräterin ist, möchte er die Gedankenlesung des Mannes übernehmen, um die anderen Spione zu enttarnen. Um Lorkin zu schützen, entwickeln Dannyl und Achati einen Plan, um Lorkin unauffällig aus dem Gildenhaus zu bringen, wenn Lorkin im Gegenzug Geheimnisse über die Verräterinnen preisgibt.
In einer von Achatis Kutschen wird Lorkin zu Achatis Haus geschmuggelt und als „Sklave“ an einen fremden Ashaki verkauft, der sich später als Sklave herausstellt. Er führt Lorkin zu einem geheimen Treffpunkt, wo er Tyvara und die neue Königin Savara wiedersieht. Auf ihrer Reise bemerkt Lorkin, dass er in der Lage ist, selbst aus Entfernung und somit ohne Berührung die Gedanken einer anderen Person, in diesem Fall Tyvaras, zu lesen. Bei einer Zusammenkunft zwischen den Verräterinnen und Sonea muss Lorkin sich für eine Seite entscheiden und er will an der Seite der Verräterinnen in den Krieg ziehen, um Sachaka von den Ashaki und der Sklaverei zu befreien. Kurze Zeit später trifft seine Gruppe mit einer zweiten Gruppe Verräterinnen zusammen, in der sich auch Kalia befindet, und sie ziehen gemeinsam weiter zu den ersten Anwesen der Ashaki. Dabei empfängt er einen Gedanken Kalias und erfährt dadurch ihre Absicht, Savara und Tyvara in einen Hinterhalt zu locken, um sie töten zu können und es wie einen Unfall aussehen zu lassen. Nachdem sie mehrere Anwesen befreit haben, stehen sie kurz vor der Hauptstadt Arvice. Durch einen plötzlichen Angriff einiger Ashaki verlieren sie eine ihrer wichtigsten Sprecherinnen und später empfängt Lorkin Schuldgefühle bei Kalia und weiß somit, dass sie für ihren Tod verantwortlich ist.
Im Kampf mit den Ashaki bekommt Lorkin eine Weste mit magischen Edelsteinen. Durch taktische Schachzüge ist es den Verräterinnen möglich, die Ashaki auf einem zentralen Platz einzukesseln. Bevor die Verräterinnen den König töten können, opfert sich Ashaki Achati und ermöglicht dadurch seinem König den Selbstmord, bevor auch die anderen Ashaki von den Verrätern getötet werden.
Nach dem Kampf eröffnet Tyvara Lorkin, dass sie zukünftig als Botschafterin mit ihm zusammen nach Kyralia gehen wird und sie außerdem offiziell als Thronfolgerin vorgesehen ist.

### Sonea
Sonea wird in einem Gespräch mit dem Hohen Lord Balkan, Administrator Osen und den Beratern des Königs auf ihre bevorstehende Reise nach Sachaka vorbereitet. Sie soll vor Ort sowohl mit dem sachakanischen König über Lorkins Freilassung als auch mit den Verräterinnen über, für beide Seiten, lukrative Handelsmöglichkeiten verhandeln.
Nachdem Sonea von allen Freiwilligen der Gilde zusätzliche Macht genommen hat, macht sie sich zusammen mit ihrem ehemaligen Peiniger Lord Regin auf nach Sachaka. Während der Reise wird das Verhältnis zwischen den beiden vertrauter, auch wenn Sonea sich dies nicht eingestehen möchte und sie Regin mittlerweile nur als loyalen Begleiter betrachtet. Kurz bevor sich Sonea mit den Verräterinnen treffen kann, bemerkt sie magische Edelsteine in der näheren Umgebung, die der Natur stetig die Energie entziehen, und sie begreift, dass die Verräterinnen dafür verantwortlich sind und sich dadurch das Ödland nicht mehr erholen konnte.
Bei dem Treffen mit den Verräterinnen versucht Sonea ein Bündnis auszuhandeln. Neben der Bedingung, dass alle Magier der Verräterinnen in der Gilde ausgebildet werden sollen, wird Kyralia Heiler entsenden, die im Sanktuarium die Heilkunst lehren; dafür erhält Kyralia im Gegenzug magische Steine.
Obwohl sich die verbündeten Länder geschlossen gegen einen Kriegsbeitritt aufseiten der Verräterinnen entscheiden, erklären sie ihre Neutralität sowohl den Verräterinnen als auch Sachaka gegenüber. Nach dem Treffen folgen Sonea und Regin den Verräterinnen in einem Abstand von etwa zwei Tagen, um deren Fortschritt im Krieg zu beobachten und zu melden. Wenige Tage später werden die beiden von zwei Verrätern abgefangen, nach ihren Gründen befragt und anschließend in die Hauptstadt Arvice eskortiert. Durch Dannyls Blutring werden Sonea und Regin über die Fortschritte der Kämpfe informiert. Nach Beendigung der Kämpfe kehren Sonea und Regin, die sich unterwegs ihre Liebe gestanden haben, als Paar nach Kyralia zurück, um in ihren jeweiligen Disziplinen weiterzuarbeiten.
Nach ihrer Rückkehr findet eine Anhörung zu den Vorkommnissen rund um Skellin statt. Lilia liest die Gedanken des Schwarzmagiers Kallen und entdeckt dabei seine Sucht nach Feuel und Schuldgefühle wegen seiner erfolglosen Suche nach dem wilden Magier. Weiterhin kann sie in den Gedanken des Kriegers Lord Telano seine Zusammenarbeit mit Skellin erkennen und dass er somit der Spion in der Gilde war. Seine Kräfte werden blockiert und als Strafe wird er die nächsten Jahre im Ausguck verbringen.

## Ausgaben

### Buchausgaben
- Trudi Canavan: Sonea: Die Königin. Penhaligon Verlag, München 2012, ISBN 978-3-764-53043-3 (gebundene Ausgabe)
- Trudi Canavan: Sonea: Die Königin. Blanvalet Verlag, München März 2014, ISBN 978-3-442-38161-6 (Taschenbuch)[3]

### Hörbuch
- Trudi Canavan: Sonea: Die Trilogie. Penhaligon Verlag, München März 2013, ISBN 978-3-8371-2218-3[4]